# جين لازم
الجين اللازم هو الجين الذي يُعتقد أنه ضروري لبقاء وحياة الكائن الحي. إلا أن كون الجين لازما يعتمد على الظروف التي يعيش فيها الكائن الحي. فعلى سبيل المثال، الجين المسئول عن هضم النشا يكون لازما فقط إذا كان النشا هو مصدر الغذاء الوحيد للكائن الحي. هناك محاولات حديثة لتحديد الجينات اللازمة بشكل مطلق للحفاظ على حياة الكائن الحي بشرط توافر كل المواد الغذائية. هذه التجارب أدت إلى استنتاج أن عدد الجينات اللازمة المطلوبة لحياة البكتريا في حدود 250-300. تقوم هذه الجينات بترميز البروتينات للحفاظ على الأيض المركزي وتكرار الحمض النووي وترجمة الجينات إلى بروتينات، والحفاظ على الهيكل الخلوي الأساسي، والتوسط في عمليات النقل من وإلى الخلية. معظم الجينات ليست ضرورية ولكنها تضيف ميزة إضافية وزيادة الصلاحية.

## البكتريا: دراسة الجينوم
تُستخدم اثنين من الاستراتيجيات الرئيسية لتحديد الجينات اللازمة في نطاق الجينوم: حذف الجينات الموجّه والطفرات العشوائية باستخدام الجين القافز. في الحالة الأولى، يتم حذف الجينات الفردية (أو قالب القراءة المفتوح) تماما من الجينوم بطريقة منهجية. في حذف الجينات الموجه والطفرات العشوائية باستخدام الجين القافز، يتم إدراج الجينات بطريقة عشوائية في أماكن مختلفة على الجينوم. تهدف العملية إلى تعطيل الجينات المستهدفة. الطفرات المُضافة القادرة على النجاة أو النمو هي جينات غير لازمة.

## حقيقيات النواة
من 15-20% من الجينات في فطريات الخميرة (الخميرة البرعمية) هي جينات لازمة. في الخميرة الانشطارية تمت قراءة 4836 جينا متحولا بنسبة 98.4% من 2914 رمزا بروتينيا. ليظهر أن 1260 جينا منها هي جينات لازمة.
استخدام نفس الطريقة أكثر صعوبة في الكائنات الحية متعددة الخلايا، بما في ذلك الثدييات (كنموذج للبشر) ، ويرجع ذلك إلى أسباب فنية وتكون نتائجها أقل وضوحا. ومع ذلك، وقد تم تطوير أساليب مختلفة في الدودة الخيطية المعروفة باسم  الربداء الرشيقة وذبابة الفاكهة، والسمكة المخططة . دراسة حديثة لتسعمائة جين في الفئران استنتجت أن 42% من هذه الجينات هي جينات لازمة على الرغم من أن الجينات المختارة لم تكن حاسمة.

## الفيروسات
تمت هذه الفحوصات والاختبارات في عدد قليل من الفيروسات. على سبيل المثال وُجد في الفيروس المضخم للخلايا في البشر (CMV) أن 41 لازمة و88 غير لازمة و27 إضافية (150 في المجمل). الجينات اللازمة والإضافية موجودة في المنطقة الوسطى، بينما تتجمع الجينات الغير لازمة قرب طرف الجينوم الفيروسي.

قدم كل من تشاركي ودوبسون في عام 2015 بحثا شاملا للجينات اللازمة في فيروس الوقس وقاما بتعيين أدوار 223 قالب قراءة مفتوح لسلسلة ويسترن ريزيرف و207 قالب قراءة مفتوح لسلسلة كوبنهاجن محددين دورهم في التكرار في مزرعة الخلايا. طبقا للتعريف فإن الجين يعتبر لازما عندما تؤدي إزالته إلى نقص في تعداد الفيروسات لآكثر من عشرة أضعاف سواء في خطوة واحدة أو عدة خطوات طوال منحنى النمو. أيضا كل الجينات المسئولة عن تكوين الفيريون المغلف أو تكوين ذيل الأكتين وعملية إطلاق الفيريون خارج الخلية كلها جينات لازمة. بينما الجينات المسئولة عن حجم الترسبات هي جينات غير لازمة. طبقا للتعريف فإن 93 جينا من جينات فيروس الوقس هي جينات لازمة للتكرار في مزرعة الخلايا، بينما 108 و94 قالب قراءة مفتوح من ويسترن ريزيرف وكوبنهاجن على الترتيب هي جينات غير لازمة. فيروسات الوقس والتي بها حذف في أحد طرفي الجينوم تصرفت كالمتوقع بحدوث خلل متوسط. على النقيض، فإن وجود الحذف كل كل من طرفي جينوم فيروسات الوقس من سلسلة ويستيرن ريزيرف أدى إلى خلل هائل في النمو في كل الخلايا المُختبرة. هذا يُظهر أن حذف جين واحد غير كاف لتحقيق ضرورية الجينات وأنه يوجد جينات لازمة في فيروس الوقس أكثر مما كنا نعتقد.

## التحليل الكمّي لضرورية الجينات
معظم الجينات ليست لازمة تماما وليست غير لازمة تماما. حيث ينبغي قياس درجة مساهمة الجينات في نمو الكائن بطريقة كمّية. على سبيل المثال عن طريق تحديد مقدار نقص معدل نمو المتحول مقارنة مع النوع البري (والذي ربما تم اختياره بصورة عشوائية من السكان) فعلى سبيل المثال فإن إزالة جينا معينا قد تقلل معدل النمو (أو معدل الخصوبة أو معدل أي صفة أخرى) بمقدار 90% من النوع البري.

## الفتك الصناعي
يُعتبر جينان مُميتان صناعيا إذا لم يكونا لازمين إلا أن طفرة حدثت لكليهما. تشير بعض الدراسات إلى أن عدد الجينات الصناعية المُميتة قد يصل إلى 45% من كل الجينات.

## الجينات اللازمة شرطيا

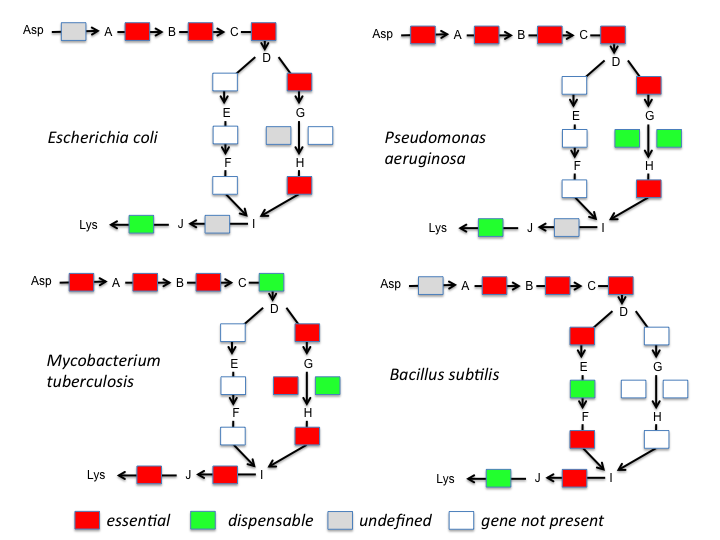
صورة تخطيطية لجينات لازمة (أو بروتينات) أثناء تصنيع اللايسين لأنواع مختلفة من البكتيريا. نفس البروتين قد يكون لازما في نوع من الكائنات دون الآخر.

تكون العديد من الجينات لازمة فقط في ظل ظروف معينة. فعلى سبيل المثال، إذا تم إدخال الحمض الأميني ليسين داخل الخلية فإن أي جين ضروري لتكوين اللايسين يصبح غير لازم. إلا أنه عند عدم إدخال اللايسين داخل الخلية، تصبح جينات ترميز الإنزيمات المسئولة عن تصنيع اللايسين لازمة لأنه من غير الممكن تصنيع البروتين بدون لايسين.
تتطلب بكتريا المكورة الرئوية 147 جينا للنمو والنجاة في اللعاب  أكثر من 113-133 والتي تم اكتشافها في الدراسات السابقة.
التمثيل الغذائي الشرطيّ. الجينات الضرورية لبعض سلاسل التصنيع كتصنيع الأحماض الأمينية، قد تصبح غير لازمة عند توفير حمض أميني أو أكثر بواسطة كائن حي آخر. هذا هو السبب الرئيسي وراء فقد العديد من الطفيليات أو بكتريا المعايش الداخلي للعديد من الجينات (مثل المتدثرة). هذه الجينات قد تكون لازمة ولكنها موجودة فقط في الكائن الحي المضيف. على سبيل المثال لا تستطيع بكتريا المتدثرة تصنيع البيورين وبيريميدين النيوكليوتيدات، لذلك تعتمد هذه البكتيريا على نوكليوتيدات السكروز من جينات المضيف.

## دراسة الجينات اللازمة
الدراسة التجريبية للجينات اللازمة محدودة بحقيقة أن تعطيل جينا لازما هو شئ قاتل للكائن الحي -بناء على تعريف الجين اللازم-. ولذلك فمن غير الممكن إزالتها ببساطة أو تحفيز حدوث الطفرات لتحليل النمط الظاهري الناتج (تقنية شائعة في علم الوراثة).
ومع ذلك، هناك بعض الظروف حيث يمكن التلاعب بالجينات اللازمة. في الكائنات مزدوجة الكروموسومات يحتاج الكائن الحي إلى نسخة واحدة فقط من الجينات اللازمة. بعض الجينات أيضا تتحمل حدوث الطفرات الضارة في الظروف الطبيعية ولكن ليست قاتلة تماما حيث أن هذه الطفرات لا تقوم بإلغاء وظيفة الجين تماما.
الجينات اللازمة شرطيا تكون دراستها أسهل. حيث تم حديد متغيرات حساسة لدرجة الحرارة من الجينات اللازمة والتي تقوم بترميز المنتجات التي تفقد وظيفتها عند درجة الحرارة المرتفعة.

## مجال البروتينات اللازمة
على الرغم من أن معظم الجينات اللازمة تقوم بترميز البروتينات، إلا أن بعض الجينات اللازمة تتكون من مجال منفرد. تُستخدم هذه الحقيقة لتحديد مجالات الجينات اللازمة. قام جوداكر بتحديد المئات من المجالات اللازمة الغير معلوم وظيفتها.. قام لوو أيضا بتقديم طريقة مماثلة ليقوم بتحديد 3450 مجال لازم على الأقل في نوع واحد من الكائنات الحية.

## روابط خارجية
- Database of Essential Genes
- OGEE: Online Essentiality Database
- EGGS (Essential Genes on Genome Scale) database
- Essential genes in E. coli (EcoliWiki)
- Essential genes in E. coli (Ecogene) نسخة محفوظة 19 فبراير 2014 على موقع واي باك مشين.
- Benajmin Lewin's Essential Genes نسخة محفوظة 21 نوفمبر 2016 على موقع واي باك مشين. (textbook), Pearson/Prentice-Hall.

## للمزيد من القراءة
Long, Jason Lu (Editor) 2015, Gene Essentiality - Methods and Protocols. Springer Protocols / Methods in Molecular Biology 1279, Humana Press, 248 pp., (ردمك 978-1-4939-2397-7)
, (ردمك 978-1-4939-2398-4) (eBook), DOI 10.1007/978-1-4939-2398-4